# Вітковський Вадим Миколайович
Вади́м Микола́йович Вітко́вський (* 8 березня 1960 р., с. Борівка, Чернівецький район, Вінницька область) — український прозаїк, публіцист-документаліст. Заслужений журналіст України (2016).
Член Національної спілки журналістів України (1983), Національної спілки письменників України (2012), Національної спілки краєзнавців України (2020), Почесний краєзнавець України (2020).

## Біографія
Народився 8 березня 1960 року в с. Борівці Чернівецького району на Вінниччині. Закінчив факультет журналістики Київського державного університету імені Т. Г. Шевченка (1982), Вищі курси КДБ СРСР у м. Горькому (1986), навчався в Червонопрапорному інституті зовнішньої розвідки КДБ СРСР імені Ю. В. Андропова (1989). Працював редактором багатотиражної газети Вінницького політехнічного інституту «За інженерні кадри» (1982), спеціальним кореспондентом обласної газети «Комсомольське плем'я» (1982—1984), служив у органах КДБ СРСР — СБУ (1984—1995), в тому числі у 1990—1995 рр. — начальником пресцентру УСБУ у Вінницькій області. Підполковник запасу.

Після звільнення у запас працював у комерційних структурах. Радник голови Вінницької обласної Ради. Президент Вінницького обласного благодійного фонду сприяння правоохоронним органам, ветеранам і членам їх сімей «Бюро ділової інформації». У 2012—2014 рр. — заступник голови Вінницької письменницької організації. Від 2012 р. — головний редактор літературно-мистецького журналу Поділля «Вінницький край», а з квітня 2018 ще й голова Вінницької обласної організації НСПУ.

## Літературна діяльність
Автор і співавтор десятків художньо-документальних книжок, краєзнавчих розвідок, що ґрунтуються на ексклюзивних архівних даних, а також белетризованих видань, нарисів, спогадів та збірок гумору.

У творчому доробку — книжки: 
- Йшли походом партизани : [про учасника партизанського руху в роки Другої світової війни Йосипа Сеня]. — Харків: Промінь, 1984;
- Ранок повсталого Поділля : [історія зародження Подільської губчека]. — Одеса: Маяк, 1988. — 224 с. — ISBN 5-7760-0104-8;
- …І обернеться кров твоя у квіти : худ.-документальна повість [про поета Петра Артеменка, учасника підпілля у Лубнах]. — Харків: Прапор, 1989. — 134 с. — ISBN 5-7766-0138-Х;
- Січневий грім : [про роль «більшовиків» та «меншовиків» у подіях 1905—1907 рр.]. — Одеса: Маяк, 1990. — 216 с. — ISBN 5-7760-0213-3;
- Товариш Ельза : докум. повісті. — Київ: Молодь, 1990. — 192 с. — ISBN 5-7720-0314-3;
- Зрадлива фортуна Льови Задова : книга перша, у співавторстві з В. А. Попиком. — Київ: Видавництво газети «Іменем закону», 1993;
- Капкан на перевертня : колишній підполковник КДБ СРСР розповідає. — Київ: Робітнича газета, 1999. — 224 с.;
- Король кремлівських шпигунів : худ.-докум. роман / книга перша, у співавторстві з В. М. Тимчуком. — Вінниця: Континент-Прим, 2001. — 252 с. — ISBN 966-516-107-5;
- На вістрі часу : Органи державної безпеки України на Вінниччині (Поділлі) 1917—2007 рр. — Вінниця: Континент-Прим, 2007. — 464 с. — ISBN 978-966-516-268-1;
- Скарби Нестора Махна, або Льова Задов: хто він? : повість-хроніка. — Вінниця: ФОП Данилюк В. Г., 2009. — 184 с. — ISBN 978-966-2190-20-5;
- В'язень № 137275 : незакінчена повість про мученика-українця. — Вінниця: ФОП Данилюк В. Г., 2010. — 92 с. — ISBN 978-966-2190-30-4;
- Чужбины у подвига нет : документальна повість / у співавторстві з І. А. Бабаком (Вінниця: ФОП Горбачук І. П., 2011. — 96 с.;
- Дорога на Ельбрус : нариси-спогади. — Вінниця: ФОП Данилюк В. Г., 2011. — 186 с. — ISBN 978-966-2190-54-0;
- Бах — і в торбу! : гуморески, жарти, бувальщини, сатиричні віршовані мініатюри. — Вінниця: ФОП Горбачук І. П., 2011. — 112 с. — ISBN 978-966-2460-25-4;
- Вороги народу: вигадані і справжні : повість-реквієм. — Вінниця: ФОП Рогальська І. О., 2012. — 256 с. — ISBN 978-966-2585-57-5;
- Таємниці підпільного обкому. Документальна розвідка. Ч. 1 / Вадим Вітковський, Геннадій Ковальчук. — Вінниця: Едельвейс і К, 2013. — 120 с.: фотогр. — (Бібліотечка журналу «Вінницький край»; вип. 2). — ISBN 978-966-2462-22-7;
- Повій, вітре… або Тіні незабутих предків : Історія села Борівки Чернівецького району Вінницької області / Вадим Вітковський; Кам'янець-Подільський нац. ун-т ім. І. Огієнка, Центр дослідж. історії Поділля Ін-ту історії НАН України. — Вінниця: Едельвейс і К, 2013. — 480 с.: фотогр.;
- Зелений рай. Про села Плоске і Млинівку  — з архівних документів, спогадів земляків, з газет і переказів… / Степан Нешик, Вадим Вітковський. — Вінниця: ФОП Рогальська І. О., 2013. — 360 с. : іл., фотогр. — (Село і люди; вип. 1). — ISBN 978-966-2585-75-9.
- Вервольф. Хроніка «озброєних вовків»: пригод. роман. Кн. 1 / Вадим Вітковський, Микола Рябий. — Вінниця: Едельвейс і К, 2014. — 524 с. : іл., портр. — ISBN 978-966-2462-56-2.
- Капкан на перевертня-2": пригод. роман. / Вадим Вітковський. — Вінниця: Едельвейс і К, 2015. — 256 с. (укр. мовою) + 112 с. (рос. мовою): іл., портр. — ISBN 978-966-2462-72-2.
- Тіні незабутих предків : книга друга [про с. Борівка (Чернівецький район)]. — Вінниця: Твори, 2015; 2-ге видання, 2016.
- У затишку борівського лісу : про старообрядців Пилипів-Борівських Томашпільського району Вінницької області. — Вінниця: Консоль, 2016. — 174 с.: іл. — (Село і люди; вип. 5). — ISBN 978-616-583-139-7.
- Тисячолітні П'ятничани : історичний нарис / у співавторстві з В. О. Бабанцевим. — Вінниця: Діло, 2016. — 308 с.: іл. (Село і люди; вип. 4). — ISBN 978-617-662-080-8.
- Таємниці схованих могил : резонансні розслідування / у співавторстві з Г. О. Ковальчуком. — Вінниця: Едельвейс і К, 2016. — 208 с.: іл. — (Бібліотечка журналу «Вінницький край»; вип. 15). — ISBN 978-617-7237-14-2.
- Дорога додому : книга третя [про с. Борівка (Чернівецький район)]. — Вінниця: Твори, 2017.
- УсмішеЧКи. Невигадані історії. — Вінниця: ТОВ НІЛАН-ЛТД, 2018. — 92 с. — ISBN 978-966-924-731-5.
- Милістю Божою Митрополит. — Одеса: Південноукраїнський інститут біографії, 2018. — 477 с.
- Любов на всі часи : книга четверта [про с. Борівка (Чернівецький район)]. — Вінниця: ТВОРИ, 2018. — 390 с.
- Вінниця — столиця Української Народної Республіки. — Вінниця: ТВОРИ, 2018. — 150 с. (у співавторстві з Миколою Рябим).

Співавтор художньо-документальних збірок: 
- Ви з нами, орлята. — Київ: Молодь, 1984;
- Славою овіяні. — Київ: Молодь, 1987;
- Шляхами чекістської долі. — Київ: Політвидав України, 1988;
- Разглашению не подлежало… — Одеса: Маяк, 1989;
- Мученики за віру: біографічні дані служителів культу Вінницької єпархії, репресованих в роки сталінізму / у співавторстві з І. Мазилом, В. Тимчуком. — Вінниця: ДОВ «Вінниця», 1993;
- Червоні жорна: спогади репресованих, членів їх родин, свідків репресій / у співавторстві з І. Мазилом, В. Тимчуком. — Вінниця: ДОВ «Вінниця», 1994;
- Під софітами спецслужб. — Київ: Видавництво Європейського університету, 2000;
- Операція «Гніздо»: повість // Дорогами війни : збірка. — Київ: «Д.О.Н−97», 2005;

та ін.
Був одним з ініціаторів видання у 1991 р. у м. Вінниці спільно з МП «Термінал-інформ» (В. Бикова) газети «Инкогнито» (вийшло 2 номери).
Автор телевізійного проєкту «Перископ» на каналі ВДТ-6 (УТ-2) і сценаріїв документальних фільмів «„Вервольф“: правда і вигадки» (1993), «Операція „Валькірія“» (2004), «Честь маю…» (2004), «Втеча з пекла» (2005), «А караван іде!».

У 2005 р. документальний фільм «Втеча з пекла» був відзначений дипломом на Всеукраїнському конкурсі «Телетріумф−2005» у номінації «Найкращий регіональний документальний фільм».
Повість «Зрадлива фортуна Льови Задова», книга перша, перекладена російською мовою Геннадієм Щуровим (м. Донецьк) і побачила світ у видавництві «Донбасс» під назвою «У Махно — своя ЧК…» (1994). Підготовлена до друку в Москві книжка-дилогія «Обманчивая судьба Лёвы Задова» у співавторстві з В. А. Попиком, у перекладі російською Геннадія Щурова. В Італії готується до виходу в світ італійською перекладена з російської книжка «Чужбины для подвига нет».
Підготовлені до друку книжки «Йшла дивізія вперед» про визволення в роки Другої світової війни Полтавщини, «Нема в огні броду» про трагічну і загадкову долю актора Бориса Білоуса, що дебютував у кінострічці О. Довженка «Щорс», «Таємна вечеря» про політичні репресії на Вінниччині у 1930-х роках; щоденникові записи «Час правди» за період служби в органах КДБ СРСР — СБУ (КДБ проти В. Чорновола, В. Стуса, М. Шестопала, Ю. Бадзя, В. Рубана); ГКЧП на Вінниччині та в органах КДБ; А. Д. Сахаров і органи КДБ; невідомий широкому загалу розвідник Микола Кузнецов; обставини таємного зникнення Мартіна Бормана; бойові плавці КДБ; «День „М“… І. Головатого»; розстріли НКВС у Вінниці та ін.

## Премії, звання та нагороди
- Почесне звання «Заслужений журналіст України» (2016)[4].
- Лауреат обласної премії імені М. Трублаїні (1982) за повість про поета-бійця Л. Левицького, який загинув на війні 1941—1945 рр.;
- Орден Святого Апостола Андрія Первозваного УАПЦ (2011);
- Всеукраїнська літературна премія імені Михайла Коцюбинського за книгу «Повій, вітре… або Тіні незабутих предків»: Історія села Борівки Чернівецького району Вінницької області (2014).[5]
- Всеукраїнська літературно-мистецька премія імені Євгена Гуцала (2014);
- Орден Святителя Миколая УАПЦ, І ст. (2012); ІІ ст. (2015);
- Почесна відзнака НСЖУ (2015);[6]
- Літературна премія імені В. Вовкодава (2018);
- Всеукраїнська літературно-мистецька премія імені Степана Руданського (2018) за книгу «УсмішеЧКи. Невигадані історії» (2018);[7]
- Медаль НСПУ «Почесна відзнака» (2020);
- Премія імені Леоніда Гавриша (2021);[8]
- Літературно-мистецька премія імені Володимира Забаштанського (2023).